# Bunnpris

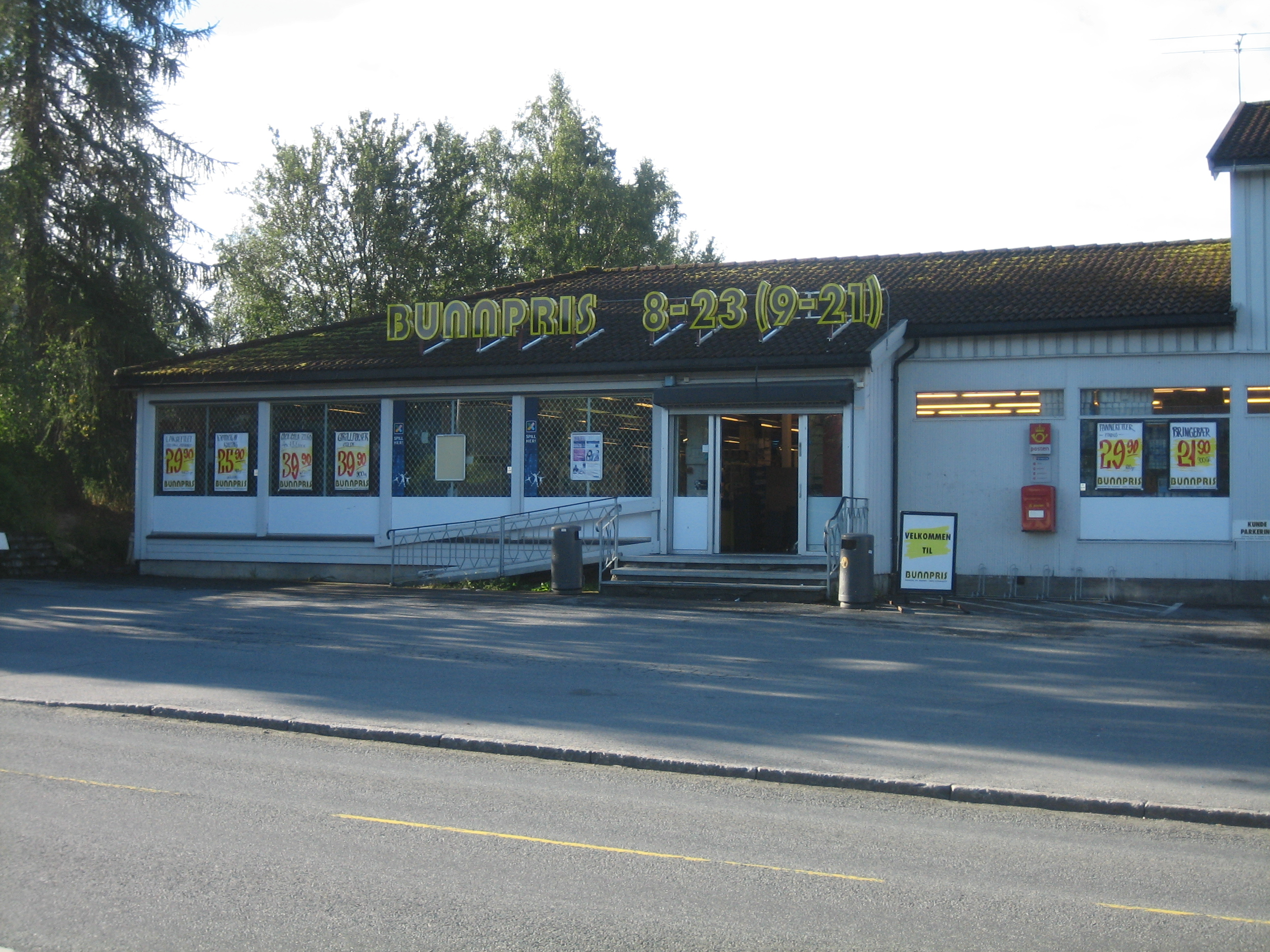
Bunnpris en Berg, Trondheim

Bunnpris es una cadena noruega con 162 supermercados en Noruega, principalmente en Sør-Trøndelag, Møre og Romsdal y Oslo, pero también en Nord-Norge. Las tiendas son gestionadas por I. K. Lykke, miembro de la quinta generación de los Lykke. El mayorista del grupo es Norgesgruppen.

## Historia
Todo comenzó en 1830 cuando Trond Lykke comenzó a exportar muelas de molino en barco a Sørlandet y Østlandet. Dado que solía ser pagado en productos de agricultura, Lykke creó una tienda en Trondheim, y desde los años 1860 realizó exportaciones al Reino Unido. La tercera generación fue Ivar Lykke, quien fue primer ministro de Noruega de 1926 a 1928.
En 1981 Trond Lykke, de la quinta generación, creó una tienda de precios bajos Bunnpris en Øya en Trondheim. Desde entonces la compañía se expandió por todo el país. En 2006 un grupo de franquicias ICA insatisfechas se pasaron a Bunnpris, aumentando el crecimiento de la cadena.